# 대한독립단
대한독립단(大韓獨立團)은 1919년 4월 15일(음력 3월 15일) 남만주(南滿洲) 안둥 성 류허 현에서 조맹선(趙孟善)·백삼규(白三奎)·조병준(趙秉準) 등이 모여 조직한 독립운동단체로, 1920년 대한민국 임시정부 산하 광복군 사령부에 편입되었다.

## 개설
1919년 4월 15일 봉천성 유하현 삼원보(奉天省 柳河縣 三源堡)에서 조직되었다. 1919년 3·1운동으로 일제의 탄압이 가중되자, 많은 동포가 만주로 이주하는 기회를 이용, “本國에 入하야 血戰을 斷行하기를 期圖하며, 外地에 在하여는 自治를 施行”하려는 목적으로 화서학파 박문일·유인석 계열의 의병 수령, 향약계, 포수단 등이 모여 유하현 삼원포 서구 대화사(柳河縣 三源浦 西溝 大花斜)에서 결성했다. 기존 학설은 1919년에 대한독립단이 결성되면서 도총재부와 총단의 전체 조직을 갖춘 것으로 이해되었다. 그러나 이자해(李慈海)의 회고록에 의하면 먼저 조맹선을 단장으로 하는 대한독립단이 조직되고 나서 다시 대한독립단총단으로 발전된 것이다. 그리하여 조맹선(趙孟善)·백삼규(白三圭)·조병준(趙秉準) 외에 박장호(朴長浩)·전덕원(全德元)·박양섭(朴陽燮) 등이 독립 쟁취를 위한 단일기관으로 이 단체를 강화하였다.

## 총단 조직
- 도총재 박장호, 부총재 백삼규, 총단장 조맹선, 부단장 김원섭(金元燮)·최영호(崔永浩), 군사부장 전덕원, 참모부장 조병준, 총무부장 김평식(金平植), 재무부장 강세헌(康世憲), 서무 김일(金逸), 고문 안병찬(安秉瓚)이 임명되었으며, 이 밖에도 많은 부서와 간부들이 있었다.
- 지방 조직으로는 평안남북도와 황해도 지역에서 전덕원·김승학(金承學)·백의범(白義範) 등이, 만주 집안현(集安縣)·장백현(長白縣) 등지에서 맹헌규(孟憲奎)·유일우(劉一優) 등이 활약하였다. 국내외 모두 100여 개소의 지단·지부를 설치하고, 만주지역에는 거류 동포 100호 이상을 구(區)로 하여 구관(區管)을 두고 10구에 단장을 두어 자치 행정을 실시하도록 하였다.
- 국내의 지단조직은 국내 총지단장에 홍제업(洪濟業), 평안북도 정우범(鄭禹範), 용천군 이후관(李厚觀), 철산군 안병철 (安秉哲), 영변군 신태익(申泰翼), 정주군 조현균(趙賢均), 태천군 백낙기(白樂基), 가산군 오봉희(吳鳳熙), 평안남도 안창일(安昌一), 경기도 한덕리(韓悳履), 수안 최일호(崔一浩) 등이었다.
- 만주 지방 조직으로는 장백현 총지단장에 유일우, 집안현 유수림자(楡樹林子) 최남표(崔南表), 집안현 외차구(外岔溝) 홍승국(洪承國) 등이었다.

이들은 3, 4명씩 결사대를 조직해 평안남북도의 조선총독부 예하 경찰을 습격하고 부호들을 상대로 군자금을 모금하면서, 전국적인 조직망을 확대시켜갔다.

## 활동
- 1919년 8월 최고 1,500명의 병력을 유지하면서 그 중 700명의 독립군을 하얼빈(哈爾濱) 주둔 백계 러시아부대에 파견해 군사훈련을 받게 하고, 9월경 노령(露領)으로도 2개 소대를 보냈다. 이들은 시베리아에서 훈련과 무기 구입에 주력하였다.
- 12월 본부 밑에 4개 중대를 편성해 남만주 제1사단이라 하고, 무송현(撫松縣)에 사단본부를 설치하였다.
- 12월 대한민국 임시정부의 연통제 실시에 따라 조병준이 평안북도 독판(督辦)이 되어 공채를 모집하기도 하였다.
- 1920년 3, 4월 결사대들이 평안도 신의주·의주 등에서 친일세력의 처단에 주력하였다.
- 또한, 본단의 목적인 남만주와 우리 나라 내부의 기맥을 상통해 독립의 완전한 성취를 도모하고자 전국적으로 모군(募軍)·모금사업을 추진하였다. 그 중에서도 태천(泰川) 지단에서는 유림 김인수(金仁叟) 등의 활동으로 다수 단원을 포섭해, 본단 내지분치기관임시통칙(內地分置機關臨時通則)에 의해 의용대를 조직하였다.
- 그리고 적극적인 활동을 전개하기 위해 폭약을 구입, 관공서 파괴를 계획하던 중 다수의 단원이 붙잡혔다.
- 유일우·김병연(金秉淵)·박기연(朴基淵) 등은 장백현 일대에서 많은 자금을 모금했으며, 안도(安圖)·무송현 등지와 연락하면서 대대적인 활동을 전개하였다.
- 그 뒤 연호문제로 노년층과 청년층이 대립하였다. 단군기원 또는 융희를 주장하는 박장호·백삼규·전덕원·이웅해(李雄海)·김평식 등의 기원독립단(1920.4)과 대한민국 연호사용을 주장한 조병준(趙秉準)·신우현(申禹鉉)·변창근(邊昌根)·김승학 등의 민국독립단(1920.4)으로 분리 대립했지만, 독립운동에는 상호 협력하였다.

## 해산
- 1920년 7월 광복단(1920.4 이탁)을 중심으로 광복단, 민국독립단, 대한청년단연합회를 통합해 광복군총영(오동진)으로 개편하였다.
- 1920년 8월 대한민국임시정부를 중심으로 대한독립단, 대한청년단연합회, 의용단을 통합해 임시정부 산하 광복군사령부(조맹선)로 조직하였다.[3][4]
- → 하지만 산하 무장독립군과 소통이 원활하지 못한 광복군총영은 임시정부 조직개편안을 따르지 않고 독자적으로 계속 활동하였다. 광복군사령부는 명목상 조직이다.

## 같이 보기
- 대한민국 임시정부
- 광복군사령부